# Tesoro, los niños primero
Tesoro, los niños primero es el octavo álbum de estudio del cantautor argentino León Gieco. Fue lanzado en el año 1991, auspiciado por UNICEF y producido por León Gieco. Este álbum es una rareza en la discografía de Gieco y es difícil de encontrar ya que su distribución se hizo solamente por casete, en tirada limitada. Es un raro caso de un disco infantil hecho por un músico de rock, y nunca fue reeditado. Todas las letras son de Rosa Potlach a excepción del primer tema donde la letra es del poeta León Felipe y todas las músicas son de Horacio Moscovici (Ícaro). El disco puede ser bajado o escuchado en https://web.archive.org/web/20150812055114/http://www.gogabolson.com/discos/hogarleon.html con la autorización del autor.

## Lista de canciones
Todas las canciones escritas y compuestas por Rosa Potlach y Horacio Ícaro, excepto donde se indica. 
| N.º   | Título                                                 | Duración |  |
| 1.    | «Tesoro» (León Felipe/Horacio Ícaro)                   | 2:54     |  |
| 2.    | «Yo soy»                                               | 3:21     |  |
| 3.    | «Angelito» (León Gieco)                                | 2:24     |  |
| 4.    | «Vidrierita interior»                                  | 2:41     |  |
| 5.    | «Infinito»                                             | 3:35     |  |
| 6.    | «Hiu-hiu» (Rosa Potlach/Nicolás Guillén/Horacio Ícaro) | 4:25     |  |
| 7.    | «Pájaros» (Rosa Potlach/José Álvarez/Horacio Ícaro)    | 2:47     |  |
| 8.    | «Escalerita blanca»                                    | 3:21     |  |
| 9.    | «Estamos listos»                                       | 3:07     |  |
| 10.   | «Fiesta»                                               | 2:26     |  |
| 11.   | «La nana del secretito»                                | 2:50     |  |
| 12.   | «Campanas»                                             | 3:08     |  |
| 13.   | «Palabras mágicas»                                     | 3:33     |  |
| 40:34 |                                                        |          |  |

## Ficha técnica
- Todas las letras: Rosa Potlach (a excepción "Tesoro", letra de León Felipe).
- Todas las músicas: Horacio Moscovici (Ícaro).
- Discográfica: Cocentino - El Arca de Noé (AN3020C).
- Editor: Irco Video S.R.L.
- Auspicia: UNICEF. Programa "Los Niños Primero"

## Personal
- León Gieco (voz solista)
- Horacio Moscovici (Ícaro) (piano, teclados, pianica)
- Leonardo Sbaraglia (palabras y segundas voces)
- Anibal Forcada (charango, guitarra)
- Luis Gurevich (Gurito) (teclados)
- Nico Cota (percusión)
- Mario Norro (percusión)
- Boris Krygel (percusión)
- Mario Toriani (percusión)
- Rafael Norro (percusión)
- Tancredo (violín)
- Anibal Pireda (violín)
- Dúo del Ser (segundas voces)
- Coro Amiguitos (dir. Mario Toriani)
- Coro Collegium Musicum (dir. Beba Raspo Vanasco)
- Mitimaes (interpretan Fiesta)
- Hipólito Tolosa (voz y traducción quechua)
- Nicolás Guillén (insert Hiu-Hiu-At Egrem)
- Chicos Jardín Colmenita (coros)